# U-104 Pulman
U-104 Pulman – oznaczenie zakupionych dla miasta Łodzi w latach 1910–1911 tramwajów. Miały one silniki niemieckiej firmy AEG, wyprodukowane w Rydze. Ich długość wynosiła ok. 13 m, szerokość prawie 2 m, a wysokość – ponad 3 m. Wyróżniały się wysoko wysklepionym, zaokrąglonym profilem dachu i płaskimi daszkami nad pomostami. Posiadały one po 9 okien z każdej strony o zaokrąglonych górnych narożnikach. Udogodnieniem dla podróżnych były całkowicie zamknięte pomosty, z jednoskrzydłowymi przesuwnymi drzwiami. Tramwaje te zawierały 38 miejsc siedzących i 7 stojących na pomostach, przy maksymalnym obciążeniu 146 pasażerów. W środku wagony posiadały dwa przedziały – elegancko wyposażony przedział II klasy z 8 miejscami siedzącymi i znacznie obszerniejszy przedział III klasy dla 30 pasażerów.